# إف 1 2014 (لعبة فيديو)
إف 1 2014 (بالإنجليزية: F1 2014)‏، هي لعبة فيديو إلكترونية من نوع سباقات السيارات الفورمولا ون، صدرت في السوق شهر أكتوبر سنة 2014م، وهي مرخصة من موسم فورومولا ون 2014، طورها ستوديو كودماسترز برمينغهام ونشرها شركة برمينغهام البريطانية، وتعمل لأنظمة بلاي ستيشن 3 وإكس بوكس 360 ومايكروسوفت ويندوز.